# Midwest City
Midwest City è una città degli Stati Uniti, situata nella contea di Oklahoma nello Stato dell'Oklahoma.

## Geografia fisica
Le coordinate geografiche della città sono 35°27′44″N 97°23′03″W (35.462222, -97.384167). Yukon ha una superficie di 63,7 km² completamente coperti da terra. Yukon è situata a 382 m s.l.m.